# Le Bouvier et la Tisserande

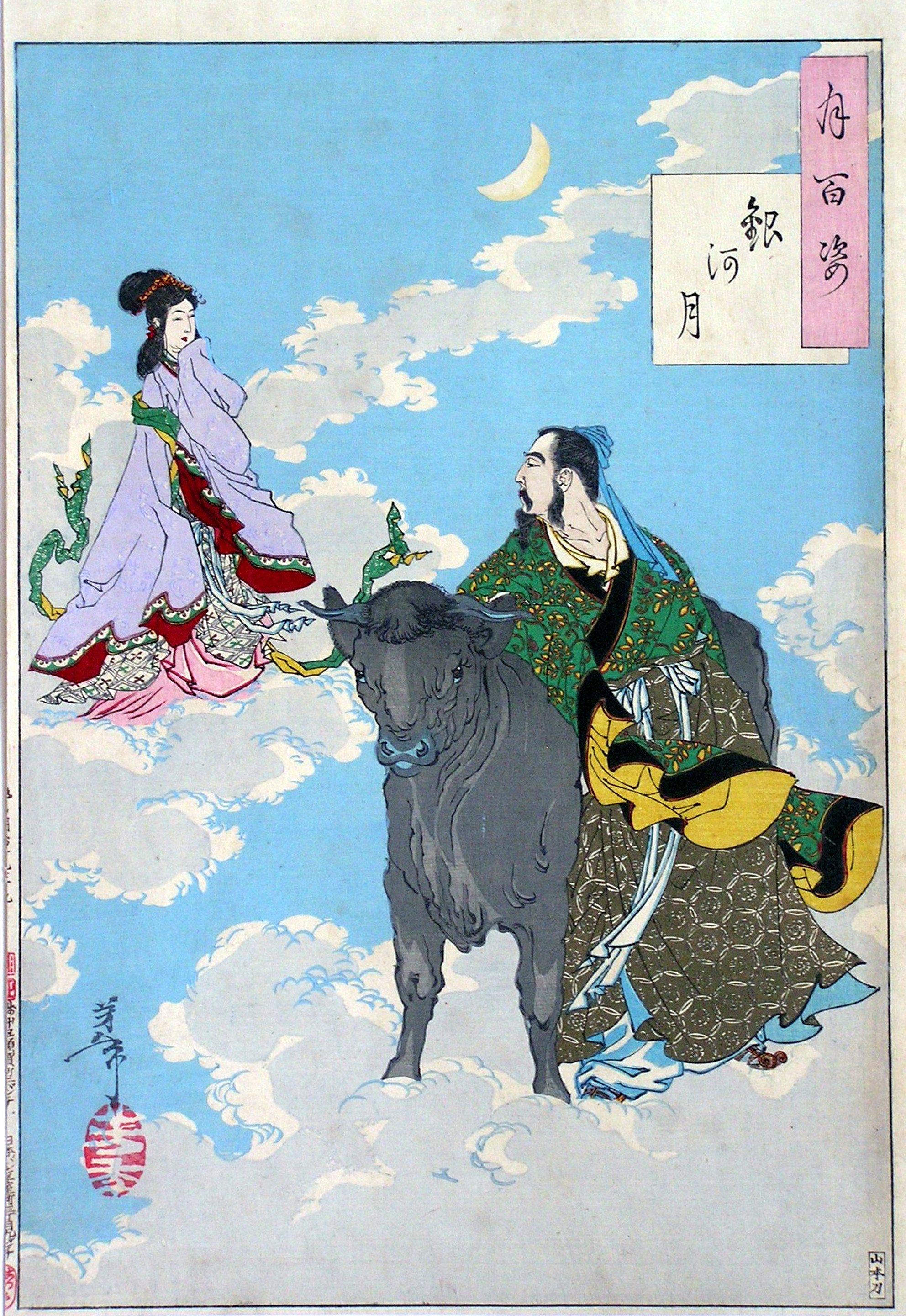
Le Bouvier et la Tisserande représentés par le peintre japonais Tsukioka Yoshitoshi dans Cent aspects de la lune, 1885-1892.

L'histoire du Bouvier et de la Tisserande est l'une des quatre grandes légendes (zh) du folklore chinois, avec celle de Meng Jiangnü, celle de Serpent blanc et celle de Liang Shanbo et Zhu Yingtai. Le Bouvier est en chinois Niulang (牛郎) (Altaïr) et la Tisserande Zhinü (織女) (Véga).
La rencontre du Bouvier et de la Tisserande est fêtée en Chine lors de la fête du septième jour du septième mois du calendrier lunaire, essentiellement par les femmes et les amoureux. Au Japon la fête est appelée Tanabata et Chilseok en Corée.

## Aux origines: le Buffle et la Tisserande
À l'origine c'est un buffle, et non un bouvier, qui est en relation avec une tisserande. Le Classique des vers, le plus ancien recueil de la poésie chinoise, mentionne déjà l'un et l'autre sous la forme de deux étoiles. Il existait sans doute dans l'Antiquité une déesse des travaux féminins, des mûriers et des cucurbitacées, assimilée à une étoile. Il existait par ailleurs une étoile du Buffle des sacrifices. Pour désigner l'ensemble des tâches réparties par sexe, une expression disait : « l'homme laboure, la femme tisse », puisqu'il s'agissait des deux travaux essentiels, le buffle servant au labour, et les rouleaux de tissu servant à payer les impôts. Aussi dès cette période l'étoile du Buffle a-t-elle dû être naturellement associée à celle de la Tisserande, d'autant qu'elles se font face de part et d'autre de la Voie lactée (alors nommée le Fleuve céleste en Chine) pendant le septième mois lunaire et que leur éclat est remarquable. La poésie de la dynastie Han traite du thème des amants séparés : ainsi de l'un des Dix-neuf poèmes anciens ou d'un poème de Cao Pi (187-226), mais les premiers textes rapportant la légende du Buffle et de la Tisserande datent du vie siècle.

## Dong Yong, le fils pieux

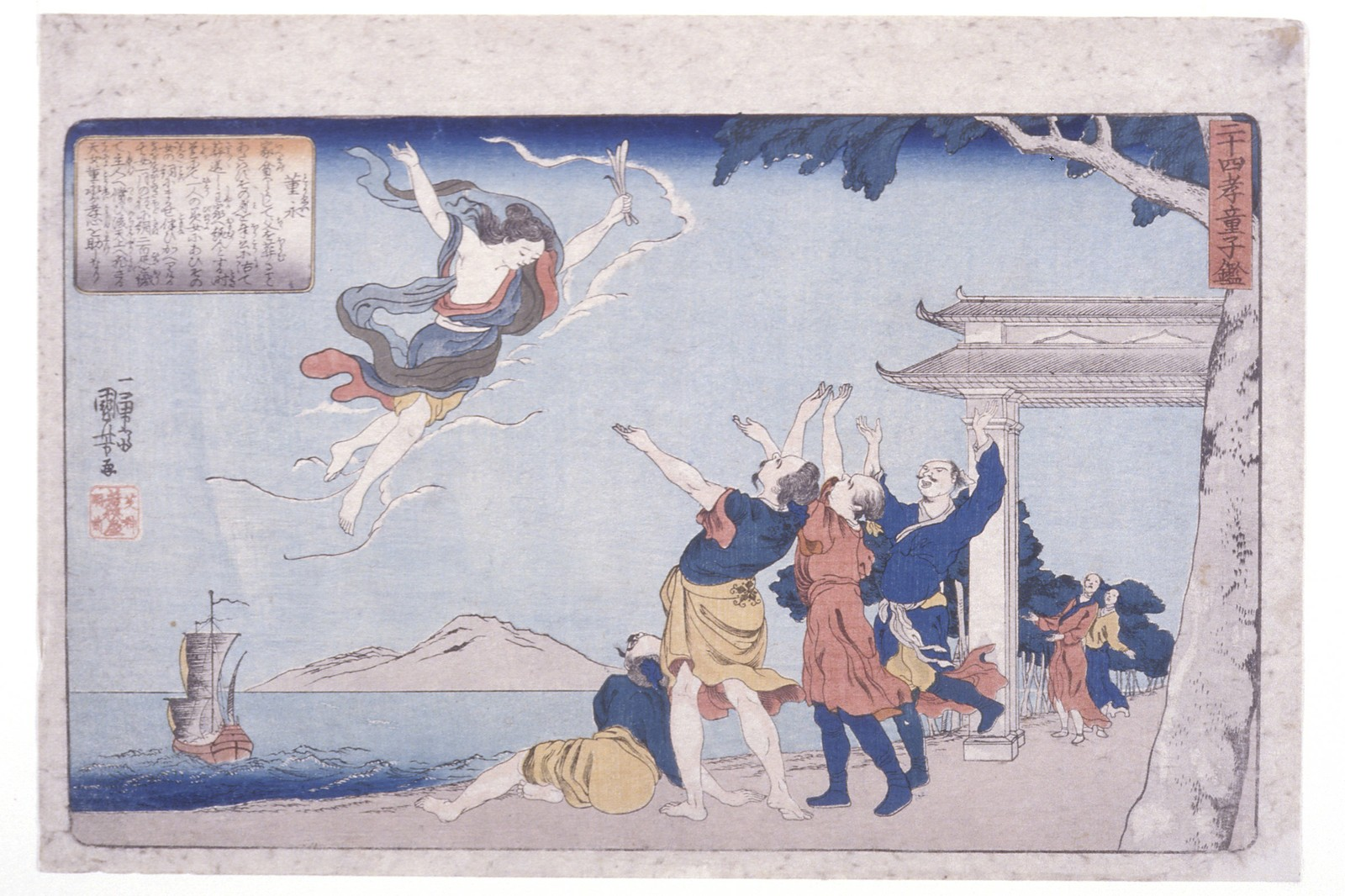
Dong Yong représenté par le peintre japonais Utagawa Kuniyoshi, vers 1840.

Entre-temps étaient apparues des histoires sur des fils modèles de piété filiale. Selon l'une d'entre elles, relatée par Liu Xiang (77-6 av. J.-C.), Dong Yong, après la mort de son père avec qui il avait vécu dans la pauvreté, doit se vendre comme esclave pour lui assurer des funérailles. Il croise alors une jeune fille qui demande à l'épouser. Celle-ci rachète la liberté de Dong Yong en tissant trois cents rouleaux de soie pour son maître en un temps record. Elle avoue alors être une fille céleste, envoyée par le Ciel, puis disparaît.

## Le Bouvier et la Tisserande

### Naissance et évolution de la légende
La légende du Bouvier et de la Tisserande résulte de la synthèse entre les deux histoires précédentes, celle du Buffle et de la Tisserande et celle de Dong Yong. D'une histoire d'amour entre deux étoiles, présidant aux travaux féminins et masculins, la légende est devenue celle de l'union entre un mortel et une immortelle. Fête féminine à l'origine, le personnage principal est la Tisserande encore sous les Tang. Sous les Song au xie siècle, sous l'influence du néoconfucianisme, le personnage principal est désormais le Bouvier. La Tisserande commet en effet une faute en se mariant avec un mortel, en contradiction avec le rigorisme de l'époque. Sous le régime communiste, la lutte des classes est introduite dans les différentes variantes de l'opéra local L'Union des immortels célestes (Tian xian pei (en)), issu de la légende.

### Canevas de la légende
Un jeune orphelin est victime de l'hostilité de son frère et de sa belle-sœur. Comme il prend soin du buffle de la famille, celui-ci lui donne comme conseil de quitter sa famille, avec comme seule possession le buffle lui-même. Le jeune homme part vivre sur une montagne. Là, le buffle lui donne un nouveau conseil : s'il se rend de l'autre côté de la montagne, il y trouvera un lac. Sept jeunes filles (zh) venues du ciel viendront s'y baigner. Il pourra alors dérober les vêtements de l'une d'elles et celle-ci deviendra son épouse. Le jeune suit le conseil du buffle et épouse effectivement l'une des jeunes filles. Peu avant de mourir, le buffle conseille au jeune homme de conserver sa peau. En effet s'il la revêt, elle lui permettra d'exaucer un vœu. Le couple a par la suite deux enfants. C'est alors que la Reine Mère Céleste se rend compte que la Septième Fée, la Tisserande des nuages colorés du couchant, a disparu. La Terre et le Ciel devant demeurer séparés, elle vient chercher la Tisserande. Le Bouvier, prenant ses deux enfants, revêt alors la peau du buffle et fait le vœu de pouvoir rejoindre sa femme. La Reine Mère Céleste, quand elle le voit à leur poursuite, fait un trait dans le ciel : ce trait est le Fleuve Céleste (la Voie lactée). Le Bouvier et la Tisserande sont transformés en deux étoiles de part et d'autre de la Voie lactée, et ne peuvent se rejoindre qu'une fois l'an, le septième jour du septième mois lunaire. Les pies font ce jour-là un pont au-dessus de la Voie lactée.
De nombreuses variantes de l'histoire de la Tisserande et du Bouvier existent dans les différentes provinces de Chine. Mais pour que toutes puissent être assimilées à cette légende, il est nécessaire qu'elles présentent certains éléments qui ne peuvent varier : les deux personnages doivent être assimilés aux deux étoiles du même nom, ils doivent avoir une relation amoureuse et se réunir chaque année le septième jour du septième mois.

## Rapprochements avec d'autres légendes

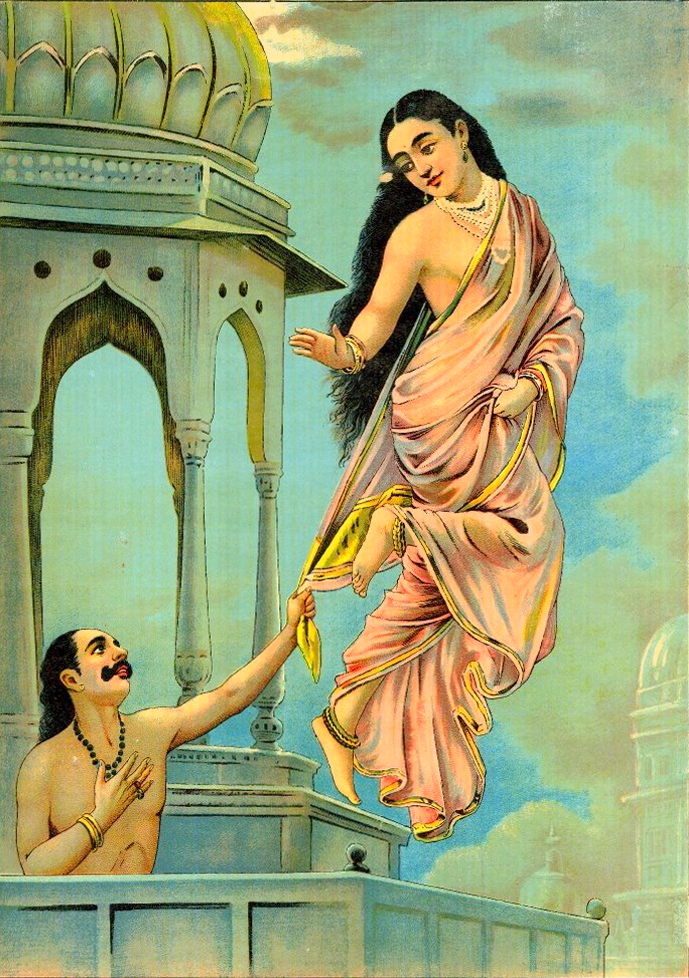
Le roi Pururavas et l'apsara Urvashî, peints par Ravi Varmâ.

Le thème de l'union entre un mortel et une déesse est présent dans d'autres légendes. Ainsi une légende populaire attribue une telle union à la Fille sombre du Neuvième Ciel (Jiu tian Xiannü). Cette union est une façon de récompenser un homme pauvre pour sa dévotion envers cette déesse. Une autre légende dont la version la plus ancienne est connue par un texte du viiie siècle se rapporte à la Troisième Déesse du mont Hua (Hua yue San-niang). L'histoire a par la suite été développée dans la littérature orale et au théâtre, qui l'ont reliée à celle du dieu Erlang, qui devient le frère de la déesse. L'histoire est connue au théâtre sous le titre La Précieuse Lanterne en forme de lotus (Bao liang deng (zh)), avec de nombreuses versions locales.
D'autres légendes traitent du thème de l'union entre un mortel et un être qui, sans être une déesse, n'est pas humain. C'est le cas de la légende du Serpent blanc. Le thème de la séparation se retrouve quant à lui dans la légende de Liang Shanbo et Zhu Yingtai.
D'autres rapprochements peuvent être faits avec des cultures plus lointaines, témoignant sans doute d'influences réciproques, sans qu'il soit possible de savoir qu'elle est la plus ancienne des versions. L'un des détails dans certaines variantes de la légende de la Tisserande est que ses vêtements, volés par le Bouvier, sont faits de plumes, et qu'elle ne peut remonter au Ciel sans eux. Ce motif se retrouve en Sibérie, comme chez les Bouriates, où il existe des cygnes-fées (Le Lac des cygnes de Tchaïkosky en est un avatar moderne). Les Mille et Une Nuits contiennent une histoire similaire, dans laquelle dix jeunes filles aux vêtements de plumes se baignent dans un lac. En Inde, c'est l'apsara (nymphe céleste) Urvashi et le roi Pururavas qui sont amoureux. Le dramaturge Kâlidâsa en a fait le sujet de l'une de ses pièces. Au Japon, le théâtre nô s'inspire directement du mythe chinois avec la pièce Hagoromo. Dans la peinture traditionnelle balinaise (en) est représentée jusqu'à nos jours la légende d'un prince surprenant sept fées célestes se baignant, et volant les vêtements de l'une d'entre elles,.

## Adaptations dans les arts
- 2008 : Portrait de femmes chinoises (titre chinois 牛郎织女 ;  pinyin Niú láng zhī nǔ), film de Yin Lichuan